# 小野貴裕
小野 貴裕（おの たかひろ、1980年6月12日 - ）は、神奈川県横須賀市出身の元サッカー選手、サッカー指導者。
現役時代のポジションは、DF。

## 来歴
ラインコントロールとカバーリングが得意で、守備陣を統率する能力があり、ロングキックの精度には定評がある。日本大学卒業後、六浦FC、東京23FCと、都道府県リーグのクラブでプレーする。2004年、チームメイトであった大野寿久と共に、JFL・群馬FCホリコシへ移籍するも、試合出場は無く、シーズン途中で退団した。その後、指導者の道へ転身。2010年より関東第一高校サッカー部の監督へ就任。「ゴールから逆算するポゼッションサッカー」 で、全国高校サッカー選手権東京大会でも顕著な成績を収めている。

## 所属クラブ
- 1996年 - 1998年 日本大学高校
- 1999年 - 2002年 日本大学
- 2003年 六浦FC
- 2003年 東京23フットボールクラブ
- 2004年 群馬FCホリコシ

## 個人成績
| 国内大会個人成績 | 国内大会個人成績 | 国内大会個人成績 | 国内大会個人成績 | 国内大会個人成績 | 国内大会個人成績 | 国内大会個人成績 | 国内大会個人成績 | 国内大会個人成績 | 国内大会個人成績 | 国内大会個人成績 | 国内大会個人成績 |
| 年度             | クラブ           | 背番号           | リーグ           | リーグ戦         | リーグ戦         | リーグ杯         | リーグ杯         | オープン杯       | オープン杯       | 期間通算         | 期間通算         |
| 年度             | クラブ           | 背番号           | リーグ           | 出場             | 得点             | 出場             | 得点             | 出場             | 得点             | 出場             | 得点             |
| 日本             | 日本             | 日本             | 日本             | リーグ戦         | リーグ戦         | リーグ杯         | リーグ杯         | 天皇杯           | 天皇杯           | 期間通算         | 期間通算         |
| ---------------- | ---------------- | ---------------- | ---------------- | ---------------- | ---------------- | ---------------- | ---------------- | ---------------- | ---------------- | ---------------- | ---------------- |
| 2003             | 六浦             |                  | 神奈川1部        |                  |                  | -                | -                | -                | -                |                  |                  |
| 2003             | 東京23           |                  | 東京4部          |                  |                  | -                | -                | -                | -                |                  |                  |
| 2004             | ホリコシ         | 27               | JFL              | 0                | 0                | -                | -                | -                | -                | 0                | 0                |
| 通算             | 日本             | 日本             | JFL              | 0                | 0                | -                | -                | -                | -                | 0                | 0                |
| 通算             | 日本             | 日本             | 神奈川1部        |                  |                  | -                | -                | -                | -                |                  |                  |
| 通算             | 日本             | 日本             | 東京4部          |                  |                  | -                | -                | -                | -                |                  |                  |
| 総通算           | 総通算           | 総通算           | 総通算           |                  |                  | -                | -                | -                | -                |                  |                  |

## 指導歴
- 2010年 - 現 在：関東第一高校 - 監督